# Muzeum Prahy
Muzeum Prahy (dříve též Muzeum města Prahy nebo Muzeum hlavního města Prahy) je muzeem s krajskou působností. Zabývá se systematickým shromažďováním, prezentací a odbornou správou muzejních sbírek dokumentujících vývoj přírody a společnosti na území hlavního města Prahy od nejstarších dob po současnost. Hlavní budova muzea se nachází v Praze na Florenci (Praha 8, Nové Město, Na Poříčí 1554/52. 
V roce 2024 byl novým vedením změněn název na Muzeum Prahy.

## Historie

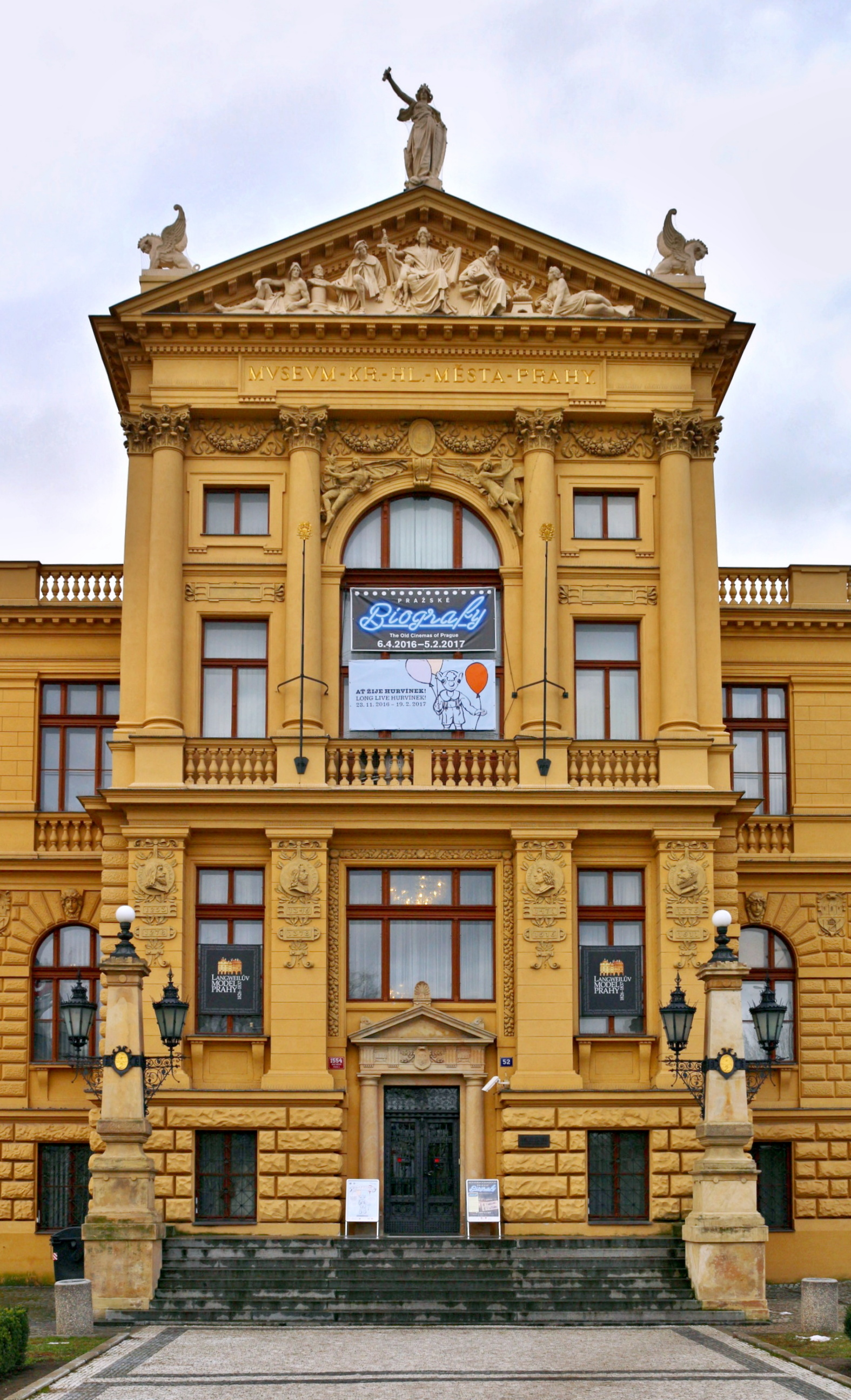
Rizalit v průčelí budovy

Muzeum bylo založeno roku 1881, kdy 3. října byla městskou radou schválena Pravidla stálého Komitétu městského musea pražského, jehož hlavním úkolem bylo dobře nastavit fungování nové muzejní instituce, začít se systematickou sbírkotvornou činností muzea a nalézt důstojný stánek pro muzejní sbírky a jejich vystavení.   
Nejvíce zdůrazňovaným důvodem pro založení instituce byla snaha zabránit prodeji a vyvážení památek do zahraničí, a naopak shromažďovat památky, které souvisejí s dějinami Prahy a se životem Pražanů v minulosti a ukazovat je veřejnosti.  
První schůze Komitétu se uskutečnila v primátorské síni Staroměstské radnice dne 23. listopadu 1881, členy komitétu byli někteří významní představitelé tehdejšího kulturního a politického života. Předsedou komitétu se stal pražský zastupitel JUDr. R. Nittinger, advokát a sběratel starožitností JUDr. E. Š. Berger, architekt a obecní starší J. S. Doubek, podnikatel a zakladatel průmyslového muzea V. Náprstek, sochař B. Schnirch, sběratel a milovník umění JUDr. H. Toman, estetik, kunsthistorik a spoluzakladatele pražského Sokola PhDr. M. Tyrš, malíř a architekt B. Wachsmann, malíře F. Ženíšek, architekt A. Baum, kterého záhy nahradil architekt A. Wiehl.
Roku 1882 předal pražský magistrát muzejnímu komitétu kavárenský pavilon, postavený v roce1876 v místech původních pražských hradeb, konkrétně bastionu sv. Kryštofa. Komitét spolu s nově jmenovaným muzejním kustodem (správcem) v první polovině roku 1883 instalovali první expozice, jež byly 12. května otevřeny veřejnosti. Nejstarší muzejní budova musela v roce 1974 ustoupit stavbě magistrály. 
Muzejní kustos, Břetislav Jelínek (1843–1926), amatérský archeolog a sběratel starožitností, se později stal ředitelem muzea a v této funkci pracoval do roku 1913. Štafetu po něm převzal kunsthistorik F. X. Harlas a po něm autor známých pražských „špalíčků“ Antonín Novotný. Za první světové války krátce muzeum řídil V. V. Štech. Významné zásluhy o muzeum a jeho sbírky ve službách komitétu měli do roku 1939 kromě výše jmenovaných i mnozí další historici, kunsthistorici, archeologové, architekti, ale i kulturymilovní právníci či politikové: kněz a historiograf František Ekrt, architekt Josef Fanta, advokát, spisovatel a novinář Josef Václav Frič, archeolog a kunsthistorik Karel Guth, politik a sběratel Karel chudoba,  architekt Josef Koula, historik Jan Kapras Jan, kunsthistorik Vincenc Kramář, architekt a návrhář Rudolf Kříženecký, kunsthistorik Antonín Matějček, sochař Josef Mauder, průmyslník, sběratel a mecenáš Josef Václav Novák, historik, profesor Václav Novotný, kněz, teolog a sběratel Antonín Podlaha, archeolog Albín Stocký, kněz a historik Eduard Šittler, kunsthistorička Renáta Tyršová, historik Karel Urbánek, pražský archivář, profesor Václav Vojtíšek, historiograf spisovatel Zikmund Winter, kunsthistorik a památkář Zdeněk Wirth, předseda Klubu za starou prahu Karel Židlický.

## Logo
V roce 2008 bylo přijato nové logo muzea „Jsou v něm užity dvě barvy hlavního města Prahy, tedy s bílou a červenou. Vlnky z dvou písmen MM jsou pak dynamickým motivem, který by měl vyjadřovat moderní firmu,“ popsal logo jeho autor, grafik Jiří Sušanka.
Od roku 2020 tvořil logo muzea červený čtverec vertikálně rozdělený tenkou bílou linkou a bílým písmenem „M“. Autorkou návrhu byla Klára Horová.
V červnu 2024 představil ředitel muzea Ivo Macek novou vizuální identitu muzea. Základní verzi loga tvoří lineární kresba okřídleného lva (gryfa), s názvem muzea v modrofialovém provedení. Autory jsou Mikuláš Macháček, Anna Macháčková a Šárka Zíková ze studia zetzetzet.

## Hlavní budova

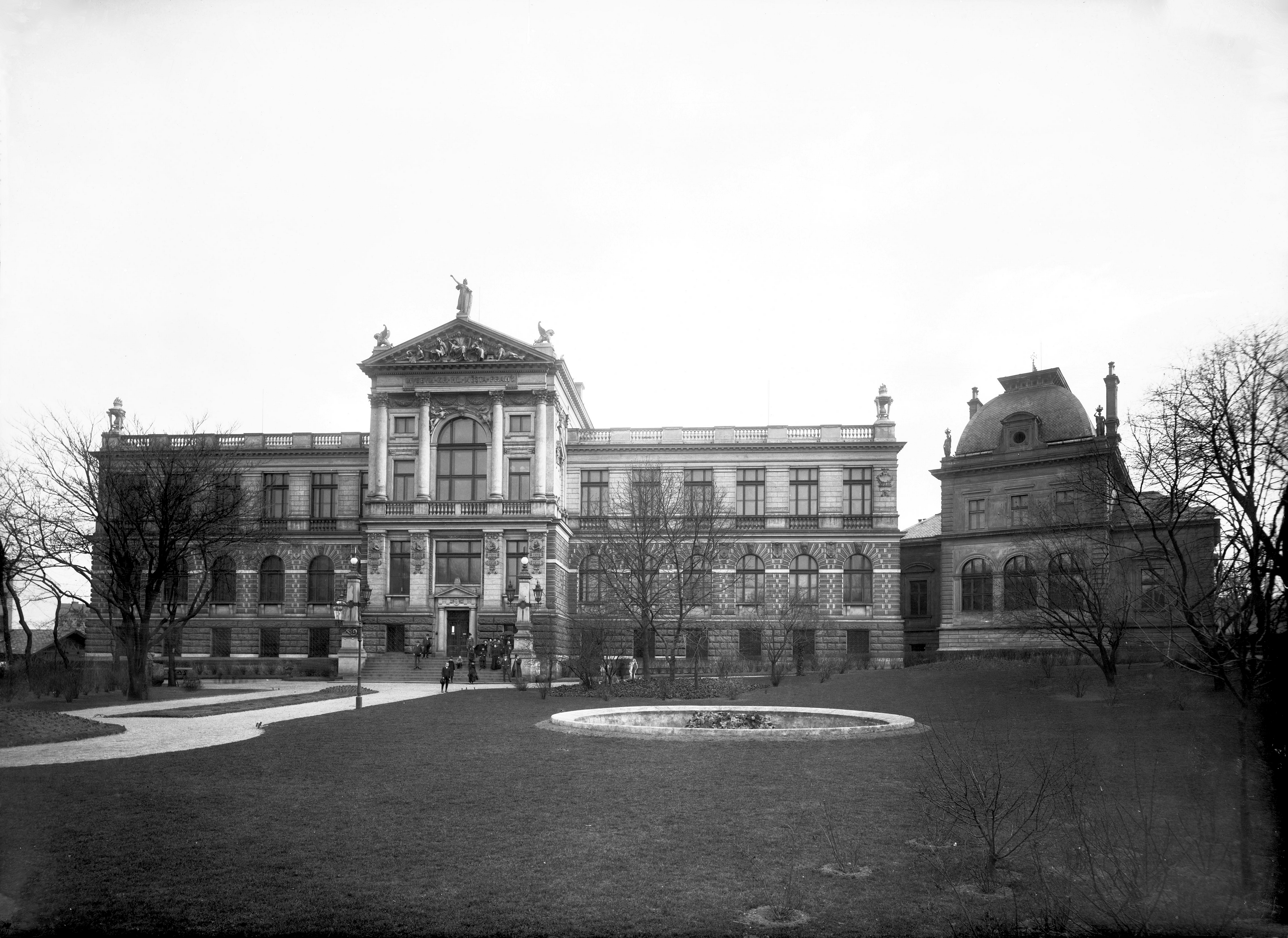
Hlavní budova (včetně kavárenského pavilonu vpravo) v roce 1902

Kavárenský pavilon byl pro sbírky muzea od počátku příliš malý a také nebyl dostatečně reprezentativní, proto po delších úvahách bylo rozhodnuto o stavbě budovy nové. Původní návrhy předložili architekti Antonín Wiehl a Jan Koula, definitivní projekt vypracoval Antonín Balšánek. Budova v novorenesančním slohu byla vystavěna v letech 1896 až 1898 a slavnostně otevřena veřejnosti 27. září 1900. Jedná se o dvouposchoďovou stavbu, tvořenou dvěma symetrickými bočními křídly s uprostřed vystupujícím rizalitem, který je zakončen tympanonem. V něm je umístěn reliéf Historie s uměním, vědou a řemesly tvoří slávu minulosti naší od Ladislava Šalouna, na jeho vrcholku je socha Alegorie Prahy od téhož autora. Zadní průčelí je rozčleněno půlkruhovým rizalitem. Další výzdoba na vnějším plášti muzea je od. F. Stránského, V. Štaffa, F. Hergesella,    
Uvnitř budovy ve středu je centrální vestibul se schodištěm, v křídlech se nacházejí výstavní sály. Na výzdobě interiérů budovy se podílel K. Klusáček, K. Liebscher, V. Jansa, V. Amort, L. Wurzel, A. Procházka. Součástí výzdoby hlavní budovy muzea je řada zajímavých exponátů ze zbořených pražských domů z období asanace města na konci 19. století, výrazné jsou malované stropy z renesančních pražských domů (U Císařských na Václavském náměstí či domu na Vaječném trhu) či kazetový strop z kláštera paulánů na Starém Městě. Některé prostory jsou zdobeny výraznými kamennými exponáty z prostoru historické Prahy, náhrobky, portály, ale i součástmi gotické Prašné brány či autentickou klenbou domu ze Staroměstského náměstí. Schodiště hlavní budovy muzea je vyzdobeno cykloramatickým obrazem Antonia Sacchettiho Pohled na Prahu z malostranské mostecké věže. Od roku 1970 je v budově vystavován unikátní Langweilův model Prahy z první poloviny 19. století. Detailní papírový model o ploše asi 20 m2 s více než 2000 objekty zachycuje stav historického centra města v letech 1826–1837.
Další expoziční objekty
Kromě stálých expozic muzeum návštěvníkům nabízí i krátkodobé výstavy. Pod Muzeum Prahy spadá dále Podskalská celnice na Výtoni, Dům U Zlatého prstenu (Týnská 6), Müllerova vila (Nad Hradním vodojemem 14), Rothmayerova vila (U páté baterie 50), zámecký areál Ctěnice, Dokumentační a studijní centrum Norbertov. 
Budova je kulturní památkou.

## Expozice
V hlavní budově se nachází jeden z nejatraktivnějších exponátů sbírek muzea – Langweilův model Prahy. Detailní papírový model o ploše asi 20 m² s více než 2000 objekty zachycuje stav historického centra města v letech 1826–1837. Kromě stálých expozic muzeum návštěvníkům nabízí i krátkodobé výstavy. Pod Muzeum Prahy spadá dále Podskalská celnice na Výtoni, Dům U Zlatého prstenu (Týnská 6), Müllerova vila (Nad Hradním vodojemem 14), Rothmayerova vila (U páté baterie 50), zámecký areál Ctěnice, Dokumentační a studijní centrum Norbertov.

### Hlavní budova
Hlavní budova se momentálně nachází v rekonstrukci.

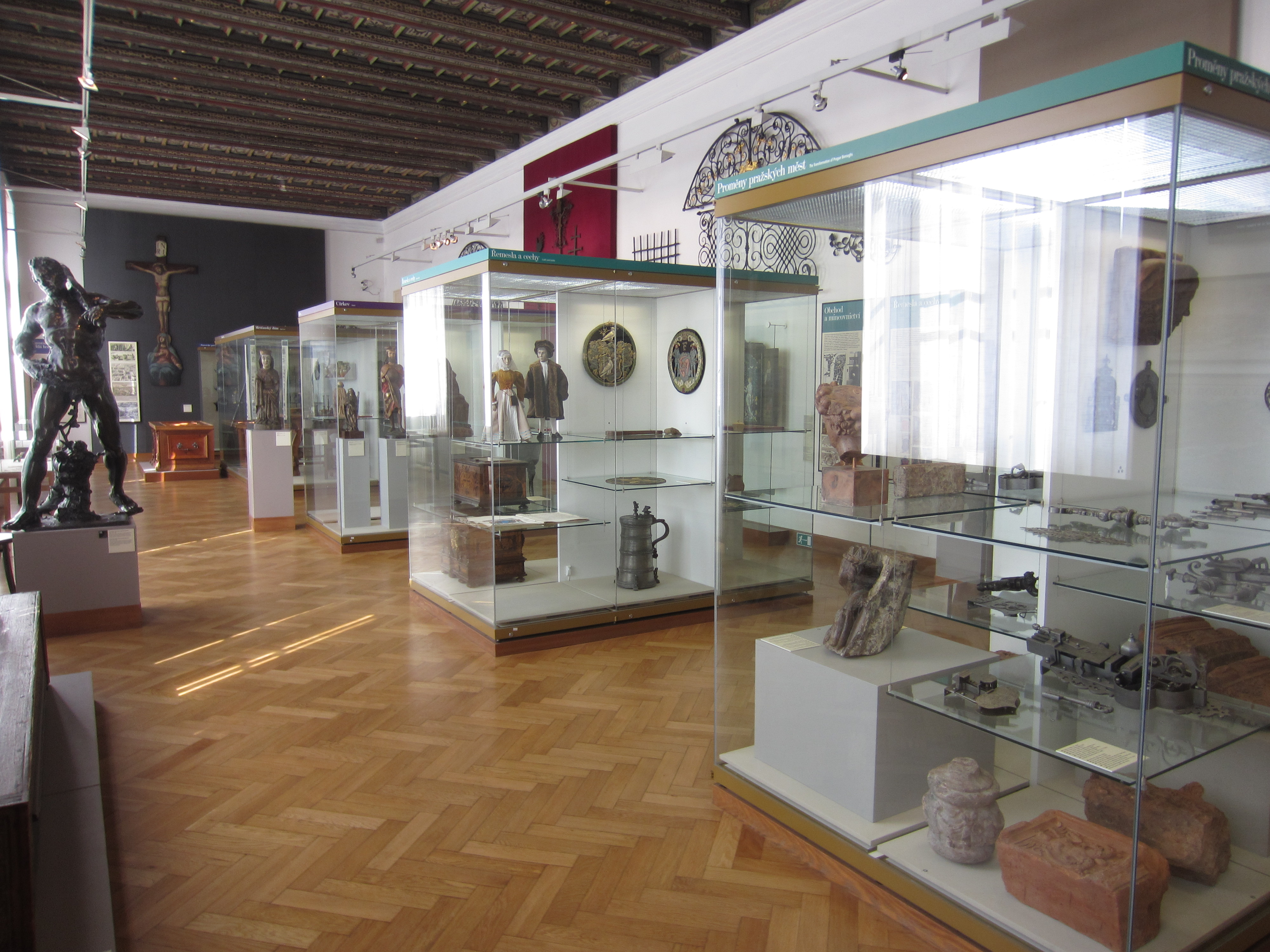
Historická sbírka
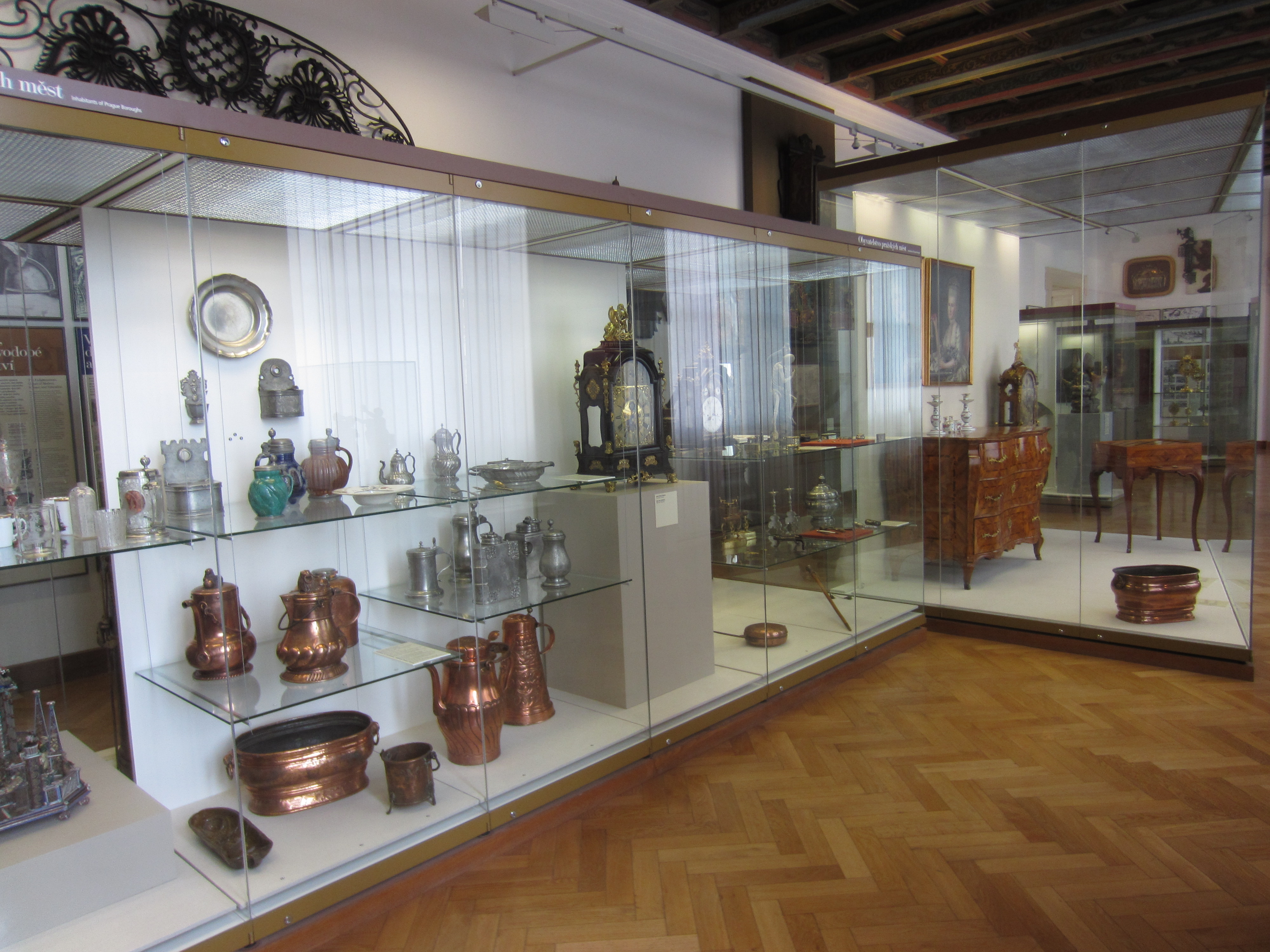
Umělecká řemesla
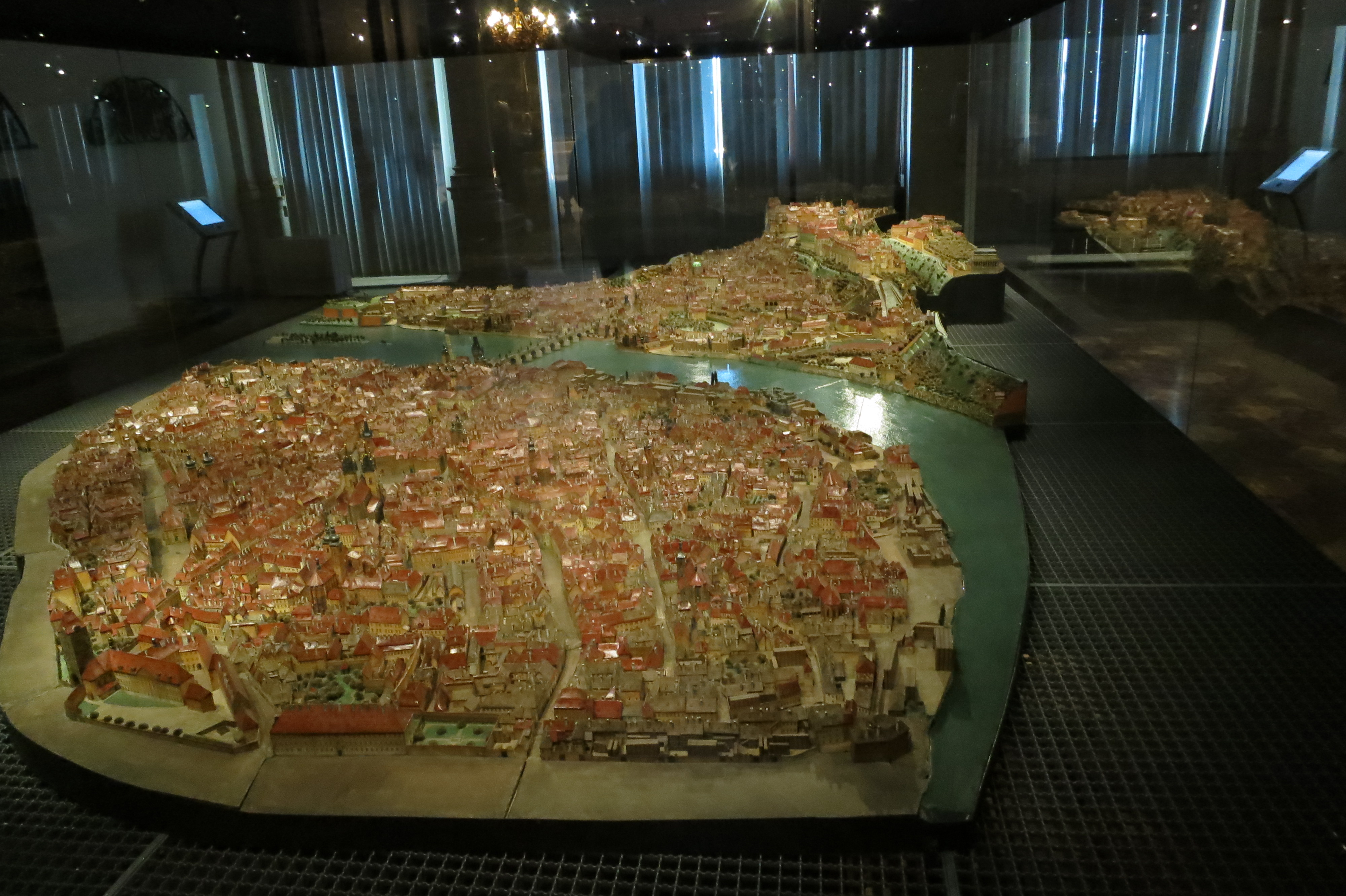
Langweilův model historického města (1826–1837)
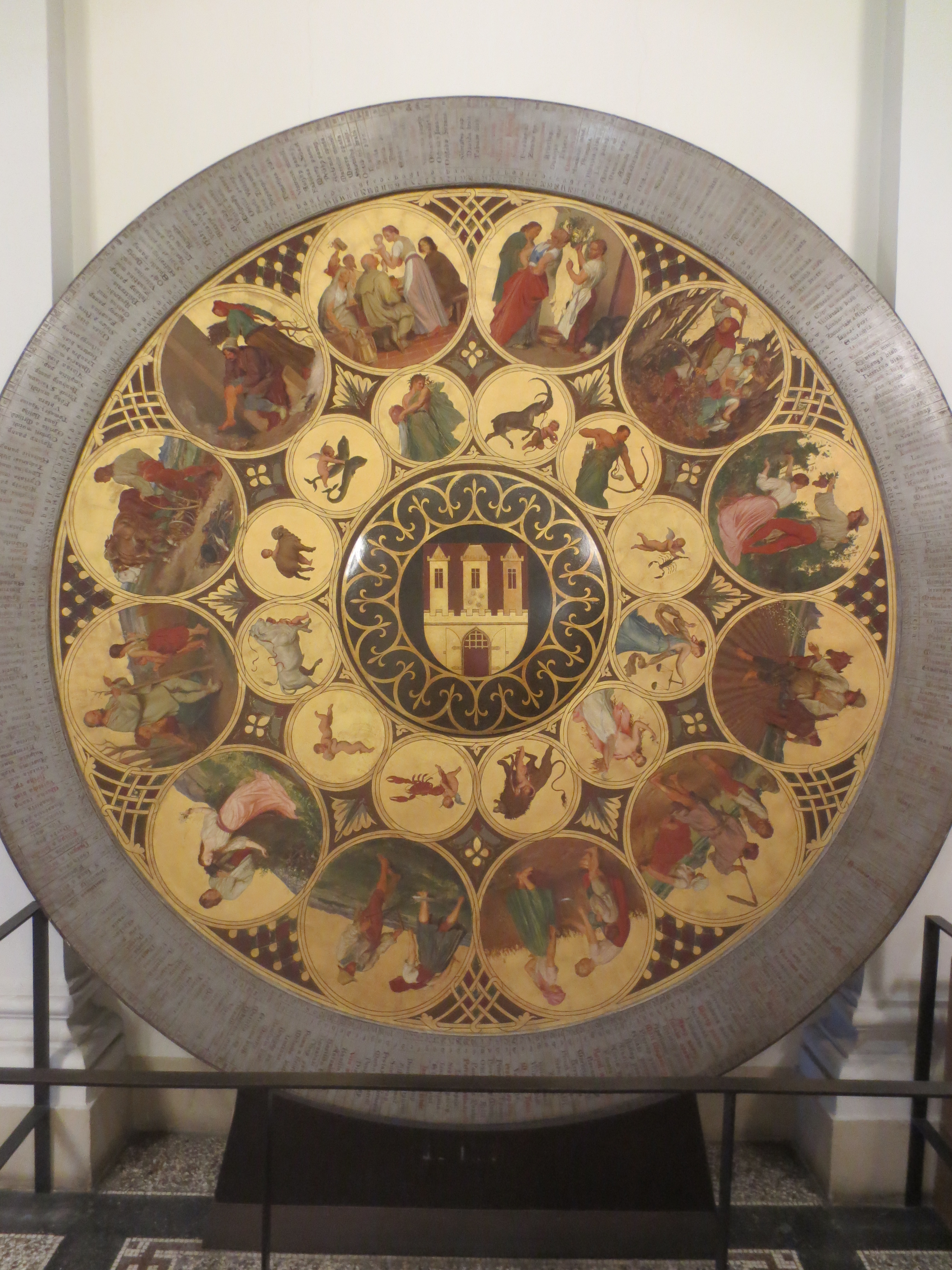
Kalendářní deska staroměstského orloje od Josefa Mánesa z roku 1865